# Ram 1500
Der Ram 1500 ist ein Pick-up der zu Stellantis gehörenden US-amerikanischen Marke Ram Trucks. Bereits das Vorgängermodell wurde ab 2010 als Ram 1500 vermarktet.  Gebaut wird das Fahrzeug in Sterling Heights (Michigan).

## Geschichte
Vorgestellt wurde die fünfte Generation des Pick-ups auf der North American International Auto Show am 15. Januar 2018 in Detroit. In Nordamerika wird das Fahrzeug seit Frühjahr 2018 verkauft. In Europa wird das Fahrzeug vom Hersteller nicht angeboten, es ist jedoch bei zahlreichen Importeuren erhältlich. Das alte Modell ist vorläufig weiterhin als Ram 1500 Classic erhältlich.
Im August 2020 präsentierte Ram das Topmodell TRX. Es soll als Konkurrenzmodell zum Ford F-150 Raptor positioniert werden. Im Vorspann der Premiere zeigte der Hersteller einen Filmausschnitt aus Jurassic Park, in dem ein T-Rex erfolgreich gegen einen Velociraptor kämpft. Eine auf 702 Exemplare limitierte Launch Edition des TRX war innerhalb von drei Stunden ausverkauft. Als Nachfolgemodell des TRX wurde im April 2024 der RHO vorgestellt.

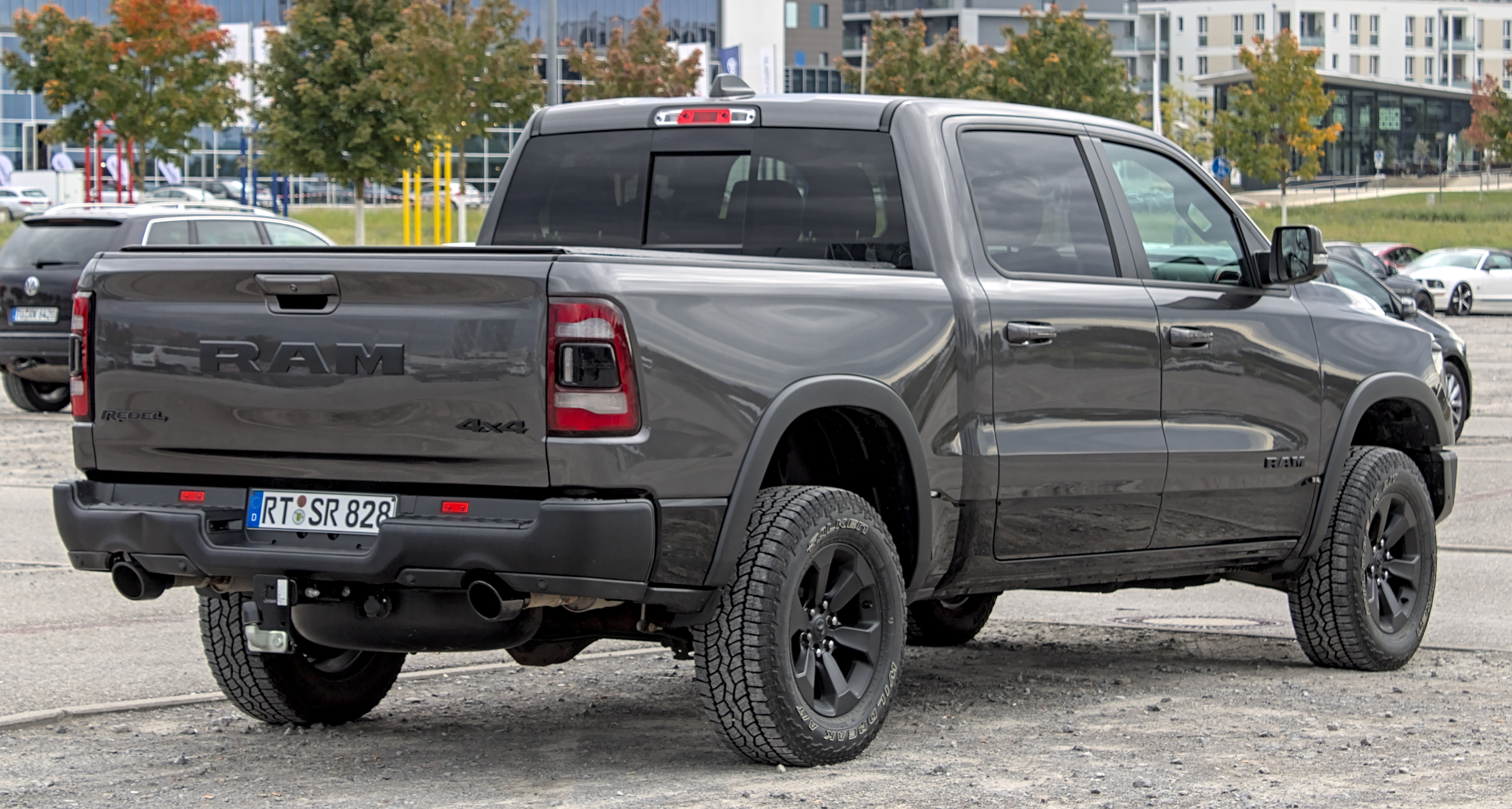
Heckansicht
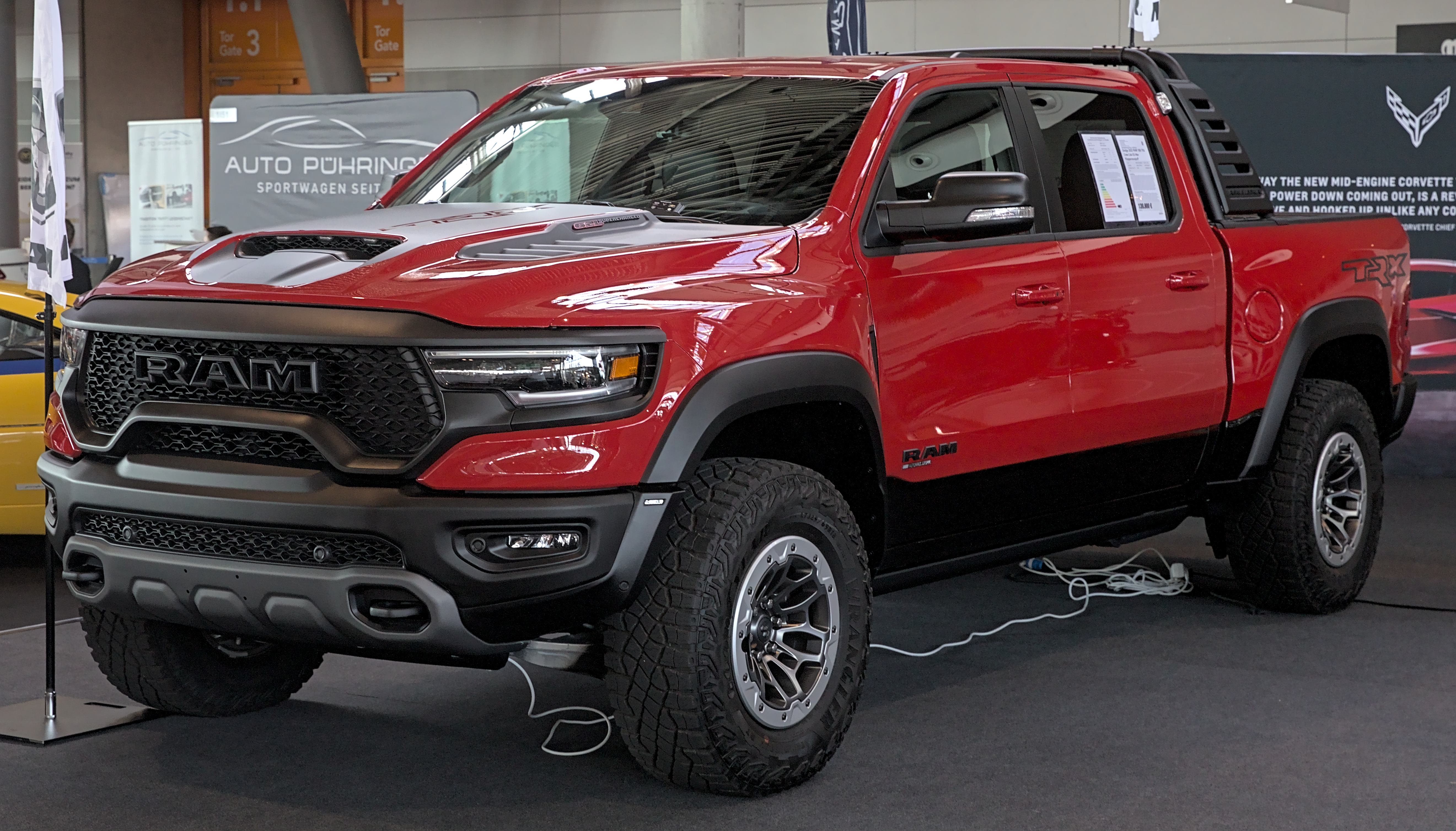
Ram 1500 TRX
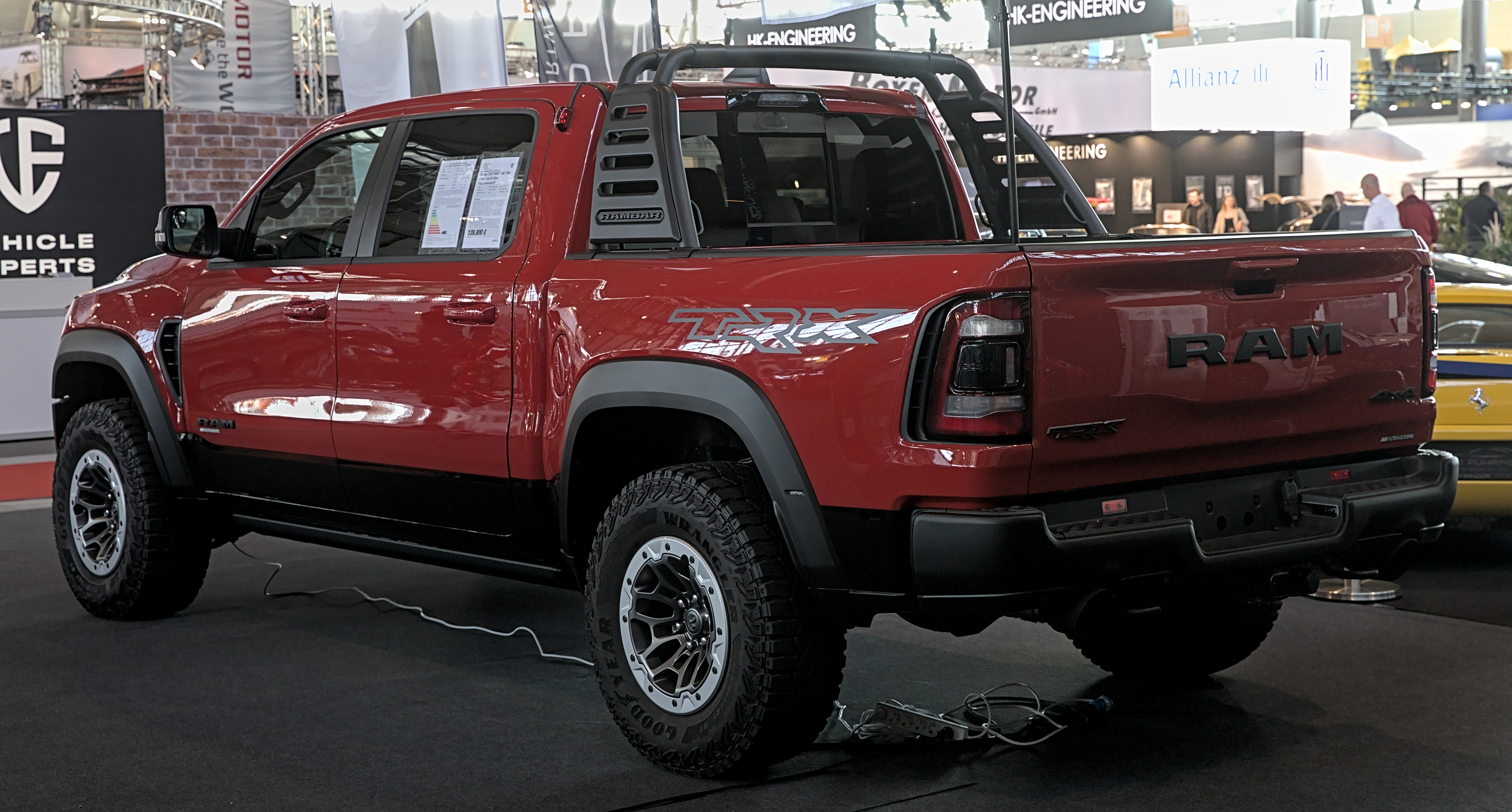
Heckansicht

## Motorisierungen
Antriebsseitig kamen zum Marktstart ein 3,6-Liter-Ottomotor bzw. ein 5,7-Liter-Ottomotor zum Einsatz. Beide sind als Mild-Hybrid konzipiert, die dafür erforderliche 48-Volt-Batterie befindet sich an der Kabinenrückwand. Der TRX hat einen 6,2-Liter-Ottomotor mit 523 kW (712 PS). Damit ist er der stärkste in Serie gebaute Pick-up. Mitte 2021 kam der Ram 1500 auch mit einem 3,0-Liter-Dieselmotor in den Handel. Der RHO hat einen aufgeladenen 3,0-Liter-Ottomotor mit 403 kW (548 PS).
|                                             | 3.6 V6 24V VVT eTorque     | 5.7 V8 Hemi MDS VVT eTorque | 3.0 SST                    | 3.0 SST RHO                | 6.2 V8 TRX                 | 3.0 EcoDiesel              |
| Bauzeitraum                                 | seit 2018                  | 2018–2024                   | seit 2024                  | seit 2024                  | 2020–2024                  | 2021–2023                  |
| Motorkenndaten                              |                            |                             |                            |                            |                            |                            |
| Motortyp                                    | V6-Ottomotor               | V8-Ottomotor                | R6-Ottomotor               | R6-Ottomotor               | V8-Ottomotor               | V6-Dieselmotor             |
| Hubraum                                     | 3604 cm³                   | 5654 cm³                    | 2993 cm³                   | 2993 cm³                   | 6166 cm³                   | 2988 cm³                   |
| max. Leistung bei min−1                     | 224 kW (305 PS)/6400       | 295 kW (401 PS)/5600        | 313 kW (426 PS)/5200       | 403 kW (548 PS)/5700       | 523 kW (712 PS)/6100       | 194 kW (264 PS)/3600       |
| max. Drehmoment bei min−1                   | 365 Nm/4800                | 556 Nm/3950                 | 635 Nm/3500                | 707 Nm/3500                | 881 Nm/4800                | 651 Nm/1600                |
| Kraftübertragung                            |                            |                             |                            |                            |                            |                            |
| Antrieb, serienmäßig                        | Hinterradantrieb           | Hinterradantrieb            | Hinterradantrieb           | Allradantrieb              | Allradantrieb              | Hinterradantrieb           |
| Antrieb, optional                           | Allradantrieb              | Allradantrieb               | Allradantrieb              | —                          | —                          | Allradantrieb              |
| Getriebe                                    | 8-Stufen-Automatikgetriebe | 8-Stufen-Automatikgetriebe  | 8-Stufen-Automatikgetriebe | 8-Stufen-Automatikgetriebe | 8-Stufen-Automatikgetriebe | 8-Stufen-Automatikgetriebe |
| Messwerte                                   |                            |                             |                            |                            |                            |                            |
| Höchstgeschwindigkeit                       | 175 km/h (abgeregelt)      | 195 km/h (abgeregelt)       | 180 km/h (abgeregelt)      | k. A.                      | 189 km/h (abgeregelt)      | k. A.                      |
| Beschleunigung, 0–100 km/h                  | k. A.                      | 7,8 s                       | 5,3 s                      | k. A.                      | 4,5 s                      | k. A.                      |
| Kraftstoffverbrauch auf 100 km (kombiniert) | 10,7–11,2 l Super          | 14,9 l Super                | 11,2–12,4 l Super          | 13,8 l Super               | 19,6 l Super               | 7,1 l Diesel               |
| CO2-Emissionen (kombiniert)                 | k. A.                      | 352 g/km                    | k. A.                      | k. A.                      | k. A.                      | k. A.                      |
| Tankinhalt, serienmäßig                     | 98 l                       | 98 l                        | 98 l                       | 98 l                       | 124 l                      | k. A.                      |
| Tankinhalt, optional                        | 124 l                      | 124 l                       | 124 l                      | 124 l                      | —                          | k. A.                      |